# Denticetopsis
Denticetopsis is een geslacht van straalvinnige vissen uit de familie van de walvismeervallen (Cetopsidae).

## Soorten
- Denticetopsis epa Vari, Ferraris & de Pinna, 2005
- Denticetopsis iwokrama Vari, Ferraris & de Pinna, 2005
- Denticetopsis macilenta (Eigenmann, 1912)
- Denticetopsis praecox (Ferraris & Brown, 1991)
- Denticetopsis royeroi Ferraris, 1996
- Denticetopsis sauli Ferraris, 1996
- Denticetopsis seducta Vari, Ferraris & de Pinna, 2005